# Carberinho
Carberinho ist eine Bucht an der Westküste der Insel São Nicolau von Kap Verde.

## Geographie
Die Bucht mit ihren malerischen Gesteinsformationen liegt an der Westküste der Insel. Dort hat das Meer fein geschichtete Sandstein- und Granit-Bänke zu bizarren organischen Formen geschliffen. Der Ort gilt als eines der „sieben Naturwunder der Kapverdischen Inseln“ (“Criado por Deus, descoberto pelos homens” – von Gott erschaffen, von Menschen entdeckt).
Der Ort gehört zum Gebiet von Praia Branca.